# Дежа антандю
Дежа антандю (фр. déjà entendu — «уже́ слышанное») — психическое расстройство, при котором слуховые раздражители, слышимые впервые, воспринимаются как ранее слышанные.
Противоположное явление — жаме антандю (jamais entendu — «никогда не слышанное»).